# Cleonice nitidiuscula
Cleonice nitidiuscula är en tvåvingeart som först beskrevs av Zetterstedt 1859.  Cleonice nitidiuscula ingår i släktet Cleonice, och familjen parasitflugor. Arten är reproducerande i Sverige.